# Caccobius boucomonti
Caccobius boucomonti là một loài bọ cánh cứng trong họ Bọ hung (Scarabaeidae).